# La Neuville-en-Hez
La Neuville-en-Hez település Franciaországban, Oise megyében. Lakosainak száma 954 fő (2022. január 1.). La Neuville-en-Hez Litz, Agnetz, Ansacq, Bresles, Étouy, Hermes, Hondainville, La Rue-Saint-Pierre, Saint-Félix és Thury-sous-Clermont községekkel határos.

## Népesség
A település népességének változása:
| Lakosok száma | 992  | 995  | 1017 | 972  | 961  | 959  | 956  | 946  | 954  |
|               | 2013 | 2015 | 2016 | 2017 | 2018 | 2019 | 2020 | 2021 | 2022 |